# Whats the Password
Whats  the Password  ist das dritte und letzte Studioalbum der deutschen Band Trio. Es erschien im Jahr 1985.

## Entstehung
Nachdem die Bandmitglieder 1984 ein Jahr lang getrennte Wege gegangen waren, entschlossen sie sich Ende 1984, gleichzeitig ein neues Album und einen Spielfilm zu produzieren. Das Projekt war von vornherein mit Problemen behaftet, da der Schlagzeuger Peter Behrens aufgrund eines länger zurückliegenden Verkehrsdelikts für vier Monate ins Gefängnis musste – jedoch im offenen Vollzug. Dies hatte zur Folge, dass Behrens zwar im Spielfilm agieren konnte, allerdings an der Albumproduktion nicht beteiligt war. Letztendlich wurde das Album im Alleingang von Stephan Remmler (Gesang) und Kralle Krawinkel (Gitarre) – begleitet von diversen Gastmusikern – eingespielt.
Die Aufnahmen für das Album (Arbeitstitel Ready for You) zogen sich Anfang 1985 über mehrere Monate hin, während gleichzeitig der Spielfilm Drei gegen Drei gedreht wurde. An Behrens’ Stelle spielte Curt Cress Schlagzeug. Produziert wurde das Album von Klaus Voormann, der bei einigen Titeln auch Bass spielte.
Für die Produktion von Whats the Password nutzte Trio eine Vielzahl von Musikstudios in Berlin (Hansa-Studios), München, Weilerswist und Dietramszell. An den Aufnahmen waren zahlreiche Gastmusiker beteiligt, darunter Inga und Annette Humpe, Andy Richards, Dieter Petereit, Kristian Schultze sowie die Ace Cats.

## Veröffentlichung
Das Album erschien am 17. September 1985 bei Mercury Records als CD, LP sowie MC. Der Veröffentlichung ging die Premiere des Spielfilms Drei gegen Drei voraus. Als erste Single wurde im September 1985 das Titellied zum Spielfilm ausgekoppelt. Im Folgemonat erschien mit Ready for You die zweite Singleauskopplung sowie im Jahr 1986 mit My Sweet Angel die dritte und letzte Single in Trios Karriere. Um dem moderaten Erfolg des Films vorzubeugen, wurde die zweite Single Ready for you früher als geplant veröffentlicht und im entsprechenden Pressematerial explizit darauf hingewiesen, dass der Titel mit dem Spielfilm nicht in Verbindung stehe.
Im Gegensatz zu den ersten beiden Alben von Trio erschien Whats the Password nicht im Ausland. Lediglich die Singles Ready for You und My Sweet Angel wurden in einigen Nachbarländern Deutschlands veröffentlicht.

## Stil
Von dem ursprünglichen Konzept, verschiedene Musikstile mit minimalen Mitteln zu interpretieren, hatte sich die Band auf dem Album Whats the Password vollständig entfernt. Zwar stehen weiterhin Schlagzeug und Gitarre im Vordergrund, die Instrumentation wurde jedoch insbesondere um Bass, Keyboards und allerlei elektronische Effekte erweitert.
Auch textlich war eine Veränderung vollzogen worden: Während Trio sich in früheren Werken thematisch eher im Zwischenmenschlichen bewegten, dominierten nunmehr eher zynisch-ironische Texte zum aktuellen Weltgeschehen. Erwähnenswert ist insbesondere der Titel AIDS – Die Zeit der Liebe ist vorbei – wohl eines der ersten Lieder, die sich überhaupt mit der Immunschwächekrankheit auseinandersetzen. Weitere Themen des Albums sind das globale Wettrüsten und Herztransplantationen.

## Titelliste
1. Ready for You 5:02
2. But I do anyhow 3:58
3. KunstherzSchroeder 4:25
4. AIDS Die Zeit der Liebe ist vorbei 5:26
5. Krach bum bäng zack Rüstung 3:14
6. My Sweet Angel 4:34
7. Energi 4:34
8. Wahnsinn V 2 3:59
9. Drei gegen Drei 3:07

## Rezensionen
Das Album erhielt weitgehend schlechte Kritiken. Zwar wurde anerkannt, dass Trio in renommierten Studios arbeitete und namhafte Musiker für sich gewinnen konnte. Jedoch wurden insbesondere die schlechten Kompositionen kritisiert:

„Für die Zukunft hoffe ich, daß die Drei wieder ebensoviel Mühe aufs Songwriting verwenden werden wie für ihre Soundtüfteleien.“